# Idea caesena
Idea caesena är en fjärilsart som beskrevs av Hans Fruhstorfer 1911. Idea caesena ingår i släktet Idea och familjen praktfjärilar. Inga underarter finns listade i Catalogue of Life.